# Енад Личина
Енад Личина (Нови Пазар, 14. новембар 1979) српски је боксер који наступа под немачком заставом. Дебитовао је 2005. године. Бивши је интерконтинентални првак света по ИБФ (IBF) верзији у Крузер категорији, борио се за титулу првака света по већ поменутој ИБФ верзији, те се борио за титулу првака Европе по ЕБУ (EBU) верзији. 
Живи у Франкфурту у Немачкој.